# Euro Neuro

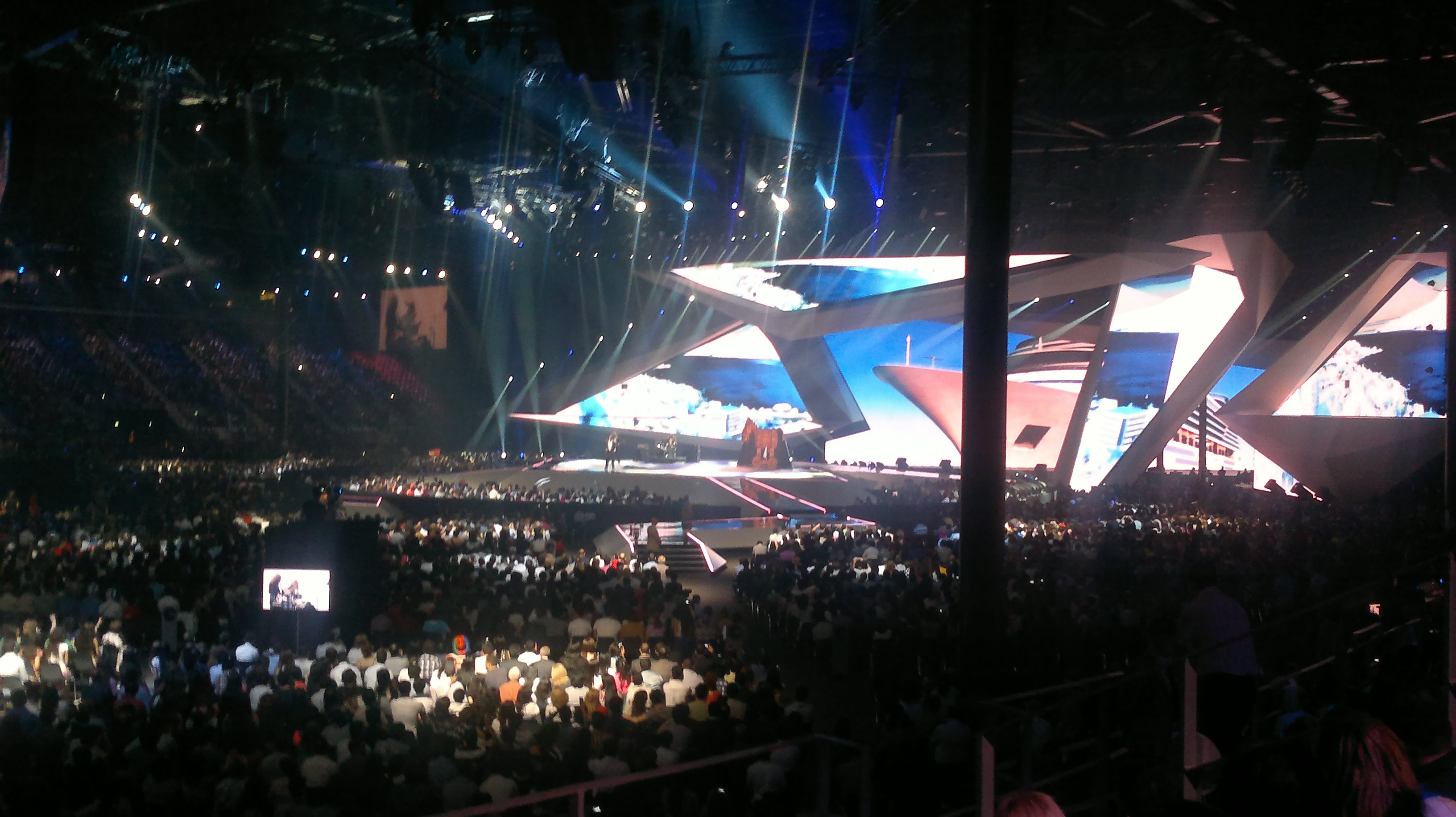
Рамбо Амадеус с песней «Euro Neuro» в полуфинале Евровидения 2012

Euro Neuro — песня на английском и черногорских языках, записанная Рамбо Амадеусом в 2012 году. Текст к песне был записан самим исполнителем.
Существуют разные версии произношения этой песни. Чаще всего используется [ˈeʊro ˈneʊro], реже — [ˈjuəɹəʊ ˈnjʊrəʊ]. Первая версия произношения по правилам черногорского языка, вторая — английского.
Песня была выбрана для участия от имени Черногории на конкурсе песни «Евровидение 2012», который проходил в столице Азербайджана Баку. Композиция была исполнена в первом полуфинале Евровидения (22 мая 2012) под первым номером, но в финал не прошла.
Автор песни признавал, что песня стала откликом на «невротическую» ситуацию, в которой находились евро и Европейский Союз: «Я просто хотел помочь. У меня не было лекарства. Но это — просто диагноз. „Euro Neuro“ — это диагностическая песня с терапевтическими побочными эффектами». Главный герой видеоклипа на песню попадал вместе со своим ослом в несколько неудобных ситуаций, оказываясь то на дороге, полной автомобилей, то в бассейне, то в массажном кабинете или тренажёрном зале; в конце видео осёл съедал деньги своего владельца.
Песня представляла собой пародию на стереотипный образ балканцев и их взаимоотношения с Европейским союзом. Впоследствии она неоднократно приводилась в качестве иллюстрации европейского финансового кризиса.